# Uhy
Uhy (Duits: Uha) is een Tsjechische gemeente in de regio Midden-Bohemen en maakt deel uit van het district Kladno. Het dorp ligt op 3 km afstand van Velvary en 20 km afstand van de stad Kladno.
Uhy telt 402 inwoners (2023).

## Geschiedenis
De eerste schriftelijke vermelding van het dorp dateert van 1318. De oorspronkelijke schrijfwijze van de naam, die voor de 14e en 15e eeuw is geattesteerd, was Huhy.
Sinds 1960 is Uhy een zelfstandige gemeente binnen het district Kladno.

## Verkeer en vervoer

### Autowegen
Weg II/616 loopt door de gemeente en verbindt Uhy met Velvary enerzijds Podhořany anderzijds. Weg I/16 loopt eveneens door de gemeente en verbindt Uhy met Řevničov, Slaný en Mělník.

### Spoorlijnen
Er is geen spoorlijn of station in de gemeente. Het dichtstbijzijnde station bij is Velvary, op 2 km afstand. Dat station ligt aan spoorlijn 111 Kralupy nad Vltavou - Velvary. Op 3 km afstand ligt tevens station Nelahozeves aan spoorlijn 091 Praag - Vraňany - Děčín.

### Buslijnen
Er zijn twee bushaltes in het dorp:
| Halte      | Lijn | Route                       | Vervoerder |
| ---------- | ---- | --------------------------- | ---------- |
| Uhy        | 617  | Kralupy nad Vltavou - Slaný | ČSAD Slaný |
| Uhy, Zámek | 617  | Kralupy nad Vltavou - Slaný | ČSAD Slaný |

## Bezienswaardigheden
- Monumentele klokkentoren;
- Kasteel uit 1736;
- Monumentale wilg bij de rioolwaterzuiveringsinstallatie aan de westkant van het dorp.

## Geboren
- Anna Dvořáková (1820-1882), moeder van componist Antonín Dvořák

## Galerĳ

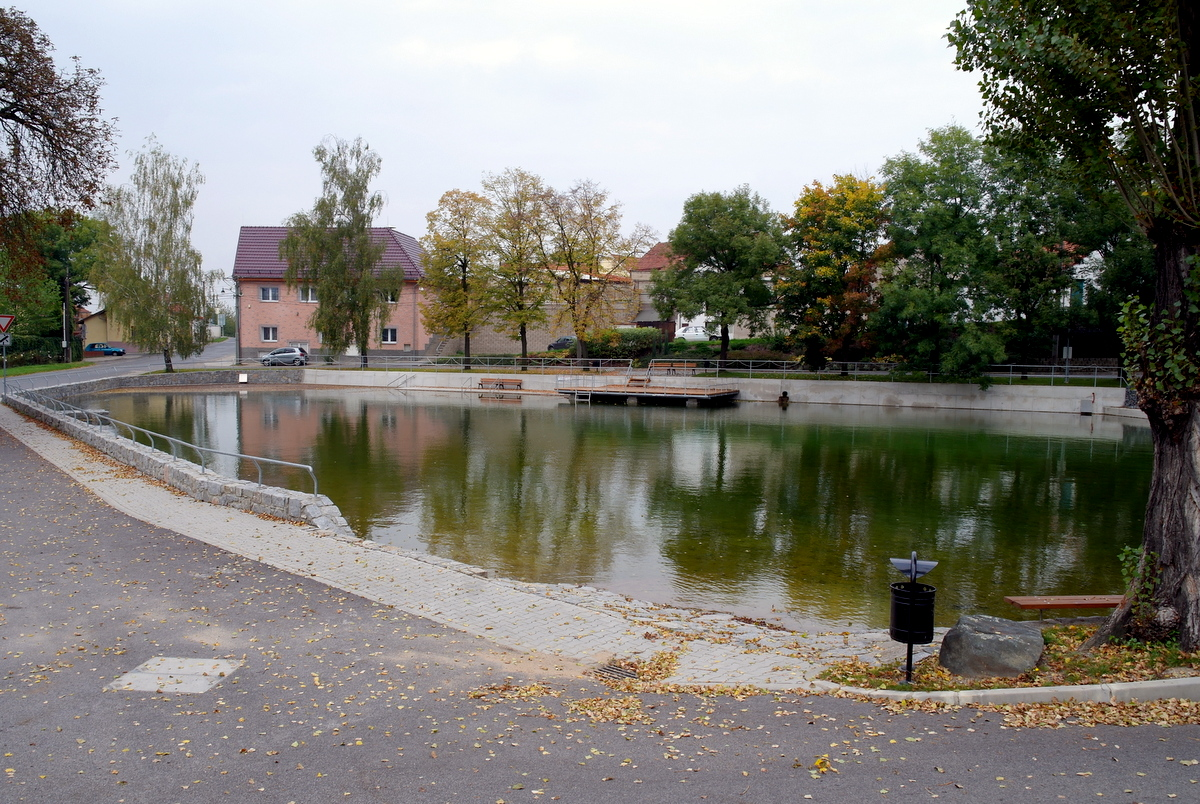
Dorpsvijver
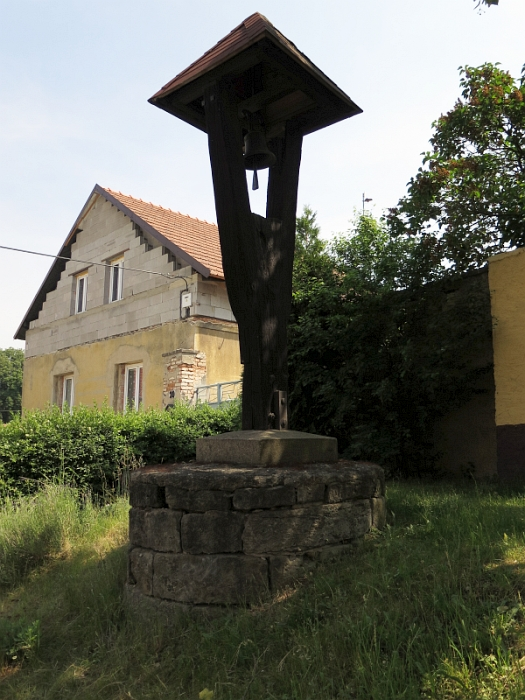
Monumentale klokkentoren
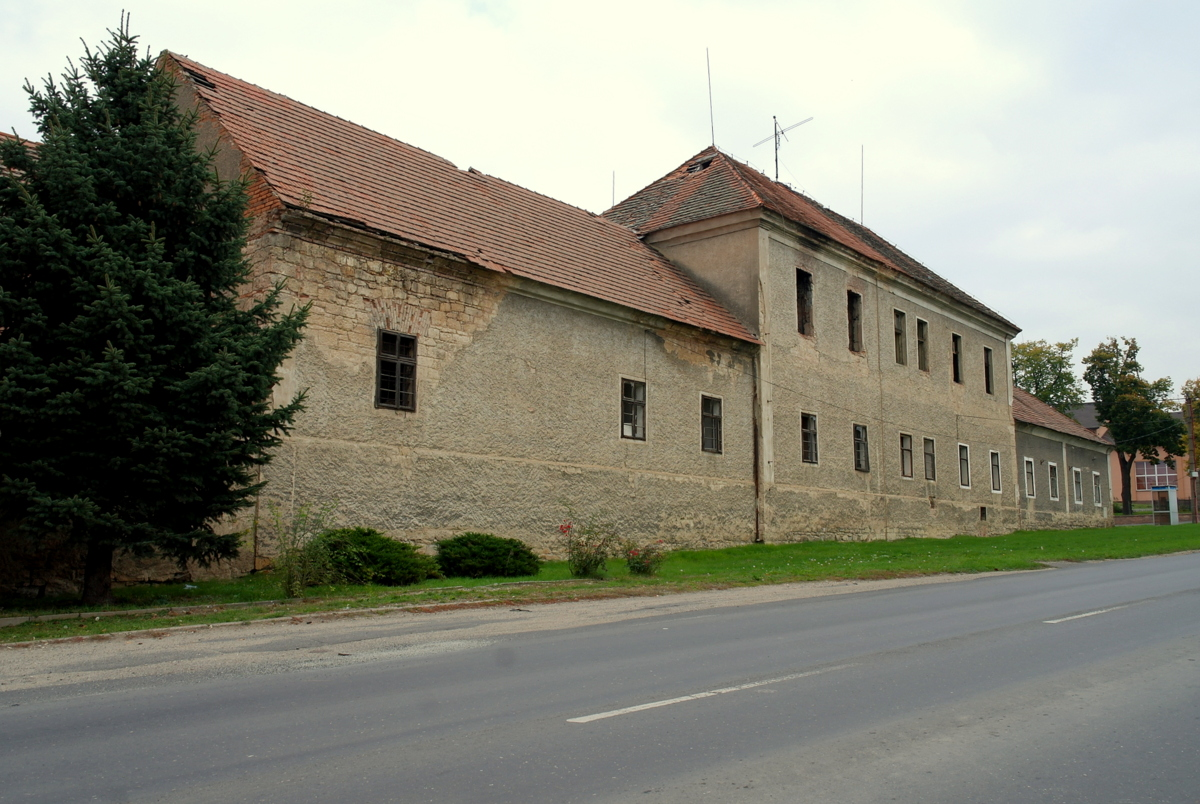
Kasteel van Uhy